# آيت حديدو (آيت هاني)
آيت حديدو هي إحدى مشيخات المملكة المغربية، تتبع جغرافيا لإقليم تنغير وإداريًا لآيت هاني. يقدر عدد سكانها بـ 10441 نسمة حسب الإحصاء الرسمي للسكان والسكنى لسنة 2004.